# Financiamento climático no Reino Unido
O financiamento climático no Reino Unido consiste na reunião de recursos públicos e privados destinados a reduzir emissões de gases de efeito estufa e fortalecer a capacidade de adaptação a eventos climáticos extremos, tanto internamente quanto em nações parceiras. Entre 1990 e 2023, o país cortou mais de metade de suas emissões, confirmando a eficácia de políticas como o Climate Change Act 2008 — atualizado em 2019 para a meta de neutralidade até 2050 — e a criação do Comitê sobre Mudanças Climáticas, responsável por monitorar resultados e propor orçamentos quinquenais de carbono.

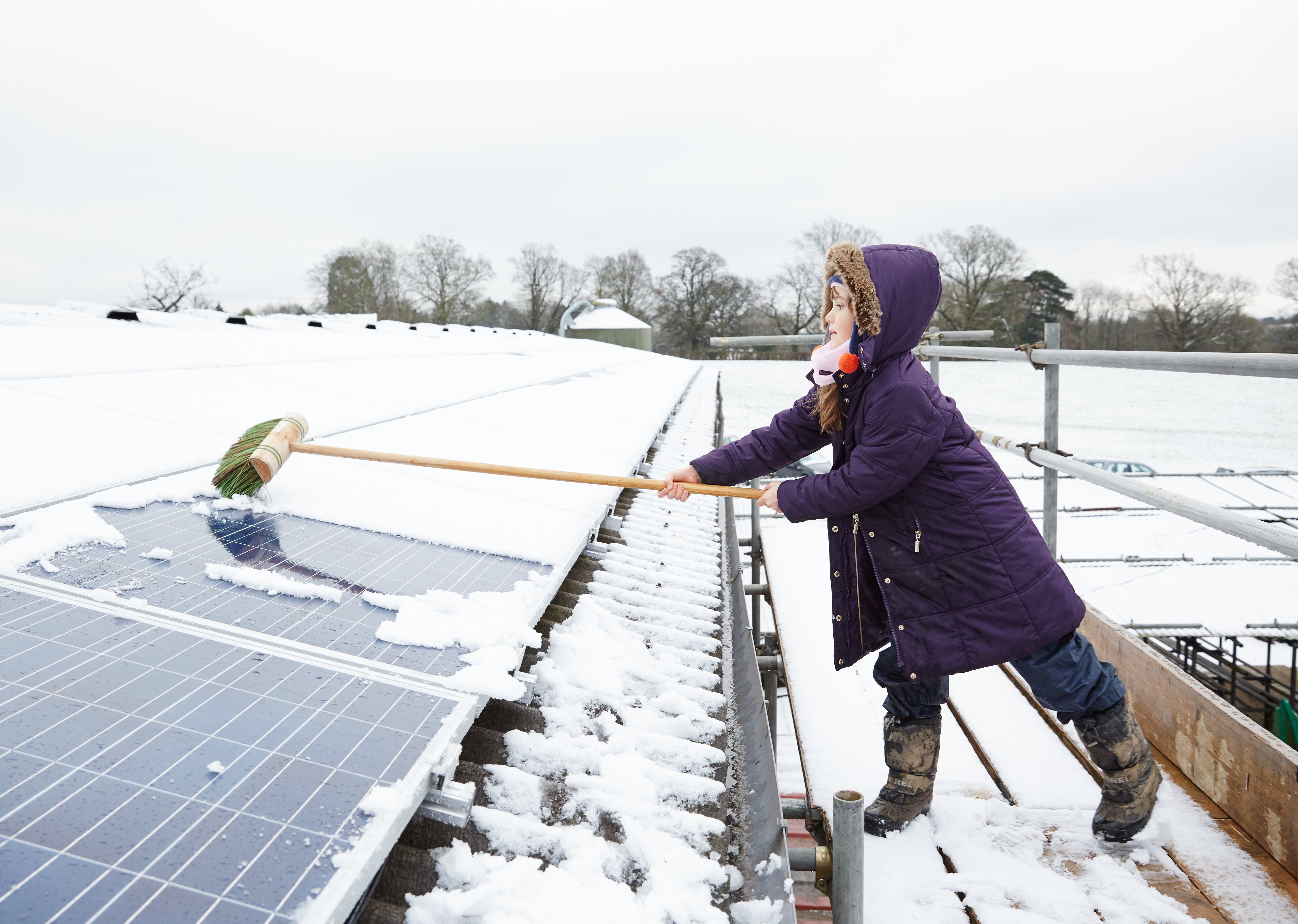
Menina removendo neve de um painel solar em uma nova usina de energia em Balcombe, West Sussex.

No mercado doméstico, o governo tem ampliado investimentos estratégicos: em meados de 2025, foram anunciados 2,65 bilhões de libras para reforço de defesas contra inundações, protegendo mais de 66.000 imóveis, e um aumento do fundo de apoio à energia eólica offshore de 200 para 544 milhões, com vista a elevar a capacidade instalada para até 50 GW até 2030. Além disso, o National Wealth Fund destinou 28,6 milhões de libras em 2025 ao primeiro projeto de captura e armazenamento de carbono (CCS), parte de um programa de 21,7 bilhões ao longo de 25 anos.
Em nível externo, a atuação do Reino Unido combina aportes multilaterais e parcerias bilaterais. Desde 2023, compromissos somam 2 bilhões de dólares ao Fundo Verde para o Clima e garantias de até 300 milhões de dólares para iniciativas na Ásia-Pacífico, enquanto o programa de Financiamento Climático Internacional (ICF) destina 11,6 bilhões de libras até 2026 para países em desenvolvimento. A participação em JETPs evidenciam a estratégia britânica de combinar dinheiro público, garantias do UKEF e cooperação com bancos de desenvolvimento para atrair capital privado em energia limpa.
Apesar dos avanços, o país enfrenta questionamentos sobre a contabilização de seus compromissos: investigações denunciaram reclassificação de verbas pré-existentes como "novo" financiamento climático e dupla contagem de recursos humanitários, além de críticas ao UKEF por privilegiar projetos fósseis em iniciativas internacionais.

## Contexto climático e vulnerabilidades

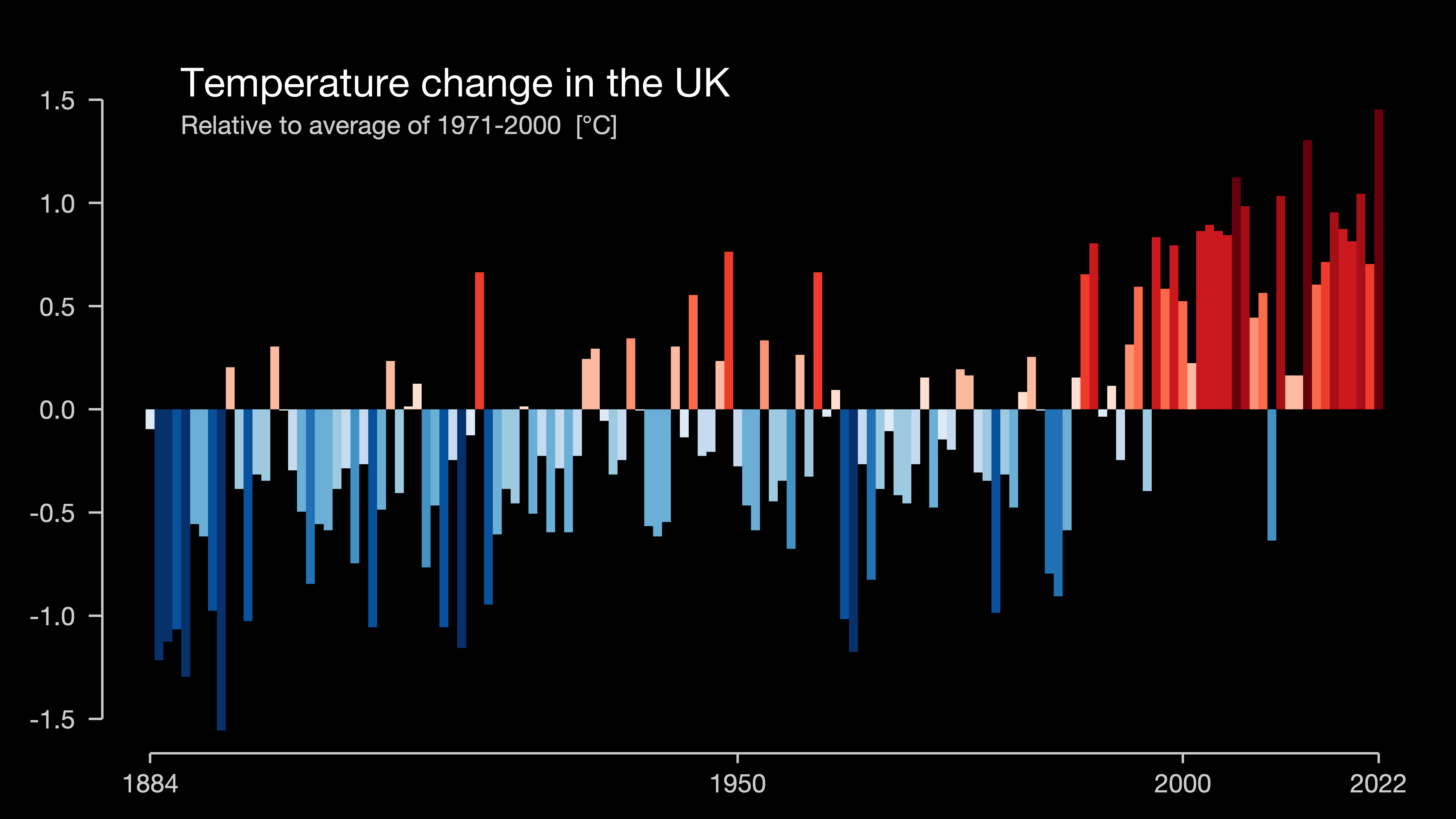
Médias anuais de temperatura no Reino Unido de 1884 a 2022 (em inglês)

O Reino Unido apresenta um clima temperado marítimo, com invernos relativamente amenos e verões geralmente frescos, além de chuvas bem distribuídas ao longo de todo o ano. No entanto, as observações recentes indicam que o país vem experimentando uma elevação média das temperaturas próxima a 1,2 °C desde a era pré‑industrial, associada a eventos climáticos extremos cada vez mais frequentes e severos. Esse aquecimento tem intensificado eventos extremos: nas últimas duas décadas, o número de dias em que as temperaturas superaram em pelo menos 5 °C a média de 1961–1990 mais do que dobrou, e chuvas mensais extremas (de outubro a março) tornaram‑se 50% mais frequentes. Além disso, o nível do mar ao redor das ilhas britânicas subiu 13,4 cm desde 1993—acima da média global de 10,6 cm — e acumula um total de 19,5 cm de elevação desde 1901.

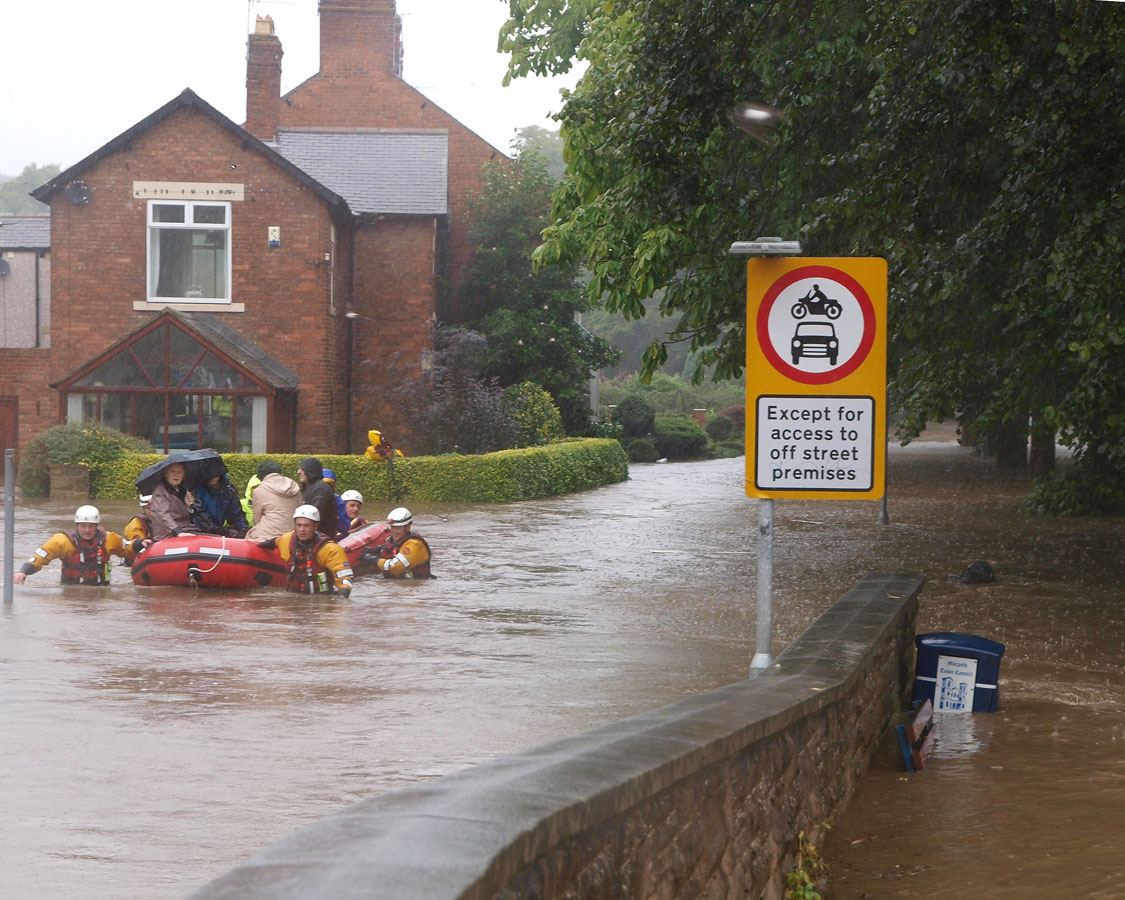
Inundação em Morpeth, 2008.

As mudanças climáticas vêm gerando impactos significativos em diversos setores e populações do Reino Unido. Ondas de calor tornaram‑se mais intensas e prolongadas: no calor extremo de junho de 2025, estimou‑se que cerca de 570 a 600 mortes prematuras ocorreram na Inglaterra e País de Gales, sobretudo entre idosos e moradores urbanos sem acesso a refrigeração adequada. Paralelamente, o aumento da intensidade das chuvas de inverno tornou o período de outubro de 2023 a março de 2024 o segundo mais chuvoso já registrado, provocando enchentes severas em áreas urbanas e rurais e danos extensivos a infraestrutura viária e ferroviária. Na zona costeira, a elevação do nível do mar tem exacerbado a erosão de falésias e de infraestruturas portuárias, ameaçando comunidades históricas e facilitando inundações em zonas baixas.
No campo, secas prolongadas intercaladas com cheias repentinas vêm afetando a produtividade agrícola: mais de 80% dos agricultores apontam que eventos climáticos adversos reduziram sua produtividade, com quedas nos rendimentos de culturas que chegaram a 4,9% em hortaliças e 12% em frutas, resultando em perdas superiores a 1 bilhão de libras no setor de cereais em 2024.
Por fim, o sistema de saúde enfrenta crescente demanda por atendimento de doenças relacionadas ao calor, à qualidade da água e a eventos extremos, além do impacto psicológico e social sobre populações vulneráveis.

## Marcos legais e institucionais
O arcabouço jurídico que sustenta o financiamento climático no Reino Unido tem como pedra angular o Climate Change Act 2008, legislação pioneira que estabeleceu metas de redução de emissões legalmente vinculantes (reduzir em pelo menos 80% até 2050, em relação a 1990) e instituiu orçamentos quinquenais de carbono, além de criar o Comitê sobre Mudanças Climáticas (CCC) como órgão independente de assessoria e monitoramento das metas nacionais. Em 2019, o parlamento britânico elevou o alvo de 2050 para net‑zero, reforçando o compromisso de neutralização completa de emissões.
Para operacionalizar esse marco, o Energy Security and Net Zero (DESNZ) é o departamento responsável pela formulação de políticas e regulamentações de mercado, entre as quais se destaca a Green Finance Strategy 2023, que fixa objetivos estratégicos — desde a mobilização de capitais privados até a promoção de produtos financeiros de transição — para posicionar Londres como centro global de finanças verdes. Complementarmente, foi criada em 2019 a Instituto de Finanças Verdes, iniciativa público‑privada que fomenta a inovação de instrumentos financeiros para apoiar a transição de setores intensivos em carbono, além de articular pesquisas e estudos de viabilidade para novos projetos domésticos e internacionais.

## Financiamento público

### Doméstico

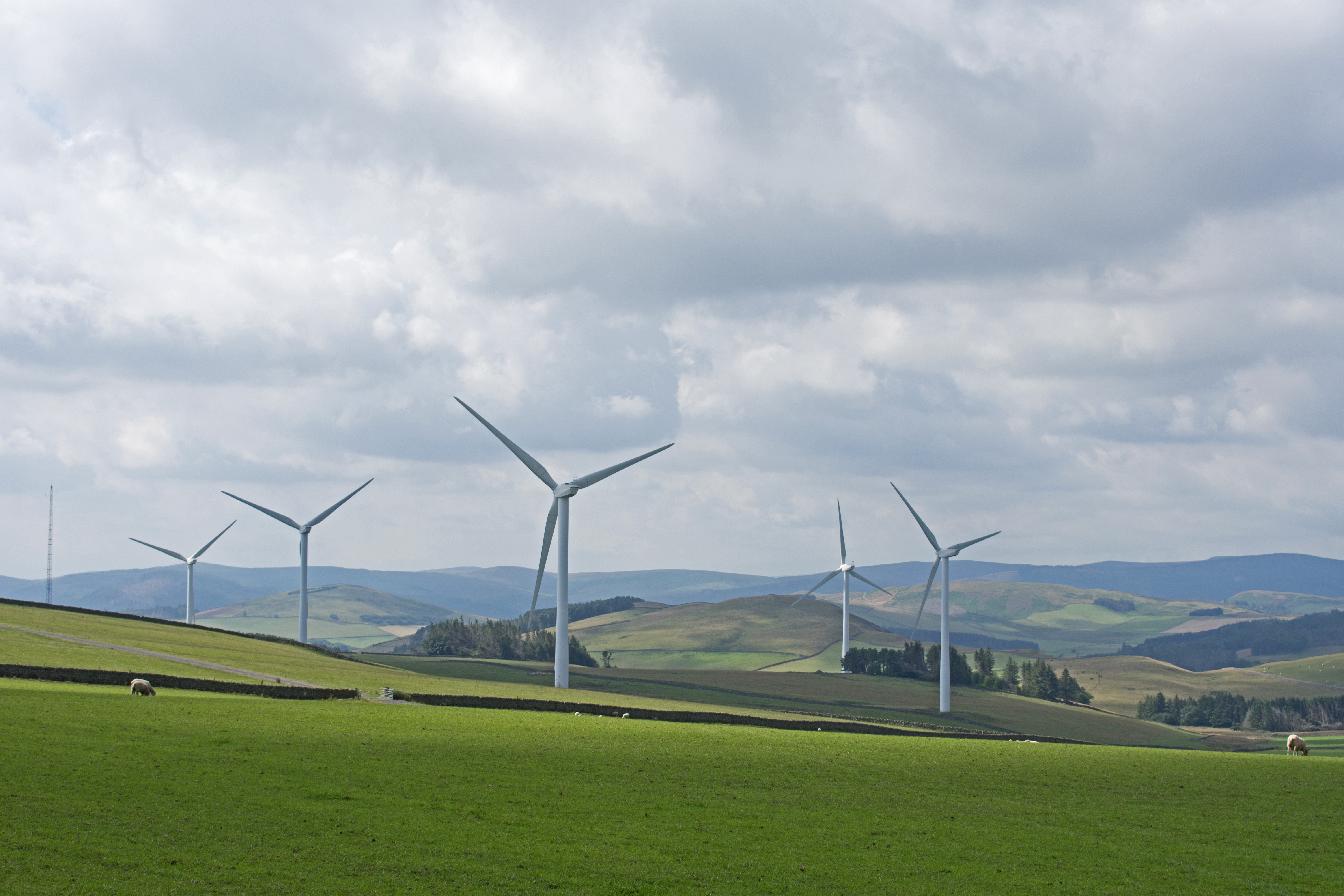
Turbinas eólicas em Scottish Borders.

O governo do Reino Unido tem ampliado os recursos destinados à infraestrutura de adaptação e às tecnologias de mitigação de emissões. Em fevereiro de 2025, foi anunciado um investimento recorde de 2,65 bilhões de libras para construção e manutenção de defesas contra inundações, protegendo mais de 66.000 propriedades em zonas de risco e reforçando a resiliência de cidades e comunidades rurais às crescentes cheias provocadas pelas mudanças climáticas.
Paralelamente, em maio de 2025, o governo mais que dobrou os recursos disponíveis no regime de incentivos para projetos de energia eólica offshore, elevando o fundo de 200 milhões de libras para 544 milhões a fim de sustentar o crescimento de capacidade entre 15 GW e a meta de 43–50 GW até 2030.
No setor industrial, a estratégia de longo prazo inclui a alocação de até 21,7 bilhões de libras ao longo de 25 anos para projetos de captura e armazenamento de carbono (CCS), com investimento inicial de 28,6 milhões pelo National Wealth Fund em 2025, visando reduzir emissões de indústrias pesadas no norte da Inglaterra e gerar novos postos de trabalho locais.

### Internacional
Em setembro de 2023, o país comprometeu 2 bilhões de dólares ao Fundo Verde para o Clima da ONU, a maior promessa única até então, demonstrando liderança na mobilização de recursos multilaterais para enfrentar eventos climáticos extremos globais. Em linha com esse esforço, o governo britânico ofereceu garantias de até 300 milhões de dólares para um fundo climático voltado à Ásia e ao Pacífico, fomentando infraestrutura resiliente e redução de emissões na região.

## Financiamento privado

### Doméstico
No âmbito interno, o mercado de títulos verdes britânico tem apresentado forte expansão. Em 2025, as emissões atingiram cerca de 14 bilhões de dólares, dos quais 64% foram atribuídos a instituições financeiras sediadas no Reino Unido, sinalizando o apetite dos investidores por papéis que financiem energia renovável, transporte limpo e eficiência energética.
No setor bancário, em julho de 2025, o NatWest anunciou que destinará 200 bilhões de libras ao longo dos cinco anos seguintes para apoiar a descarbonização de indústrias intensivas em emissões, tendo já superado a marca de 110 bilhões em financiamentos climáticos e de transição até o segundo trimestre de 2025. Paralelamente, o Barclays contabilizou 500 milhões de libras em receitas provenientes de financiamentos sustentáveis e de transição de baixo carbono em 2024, tendo facilitado mais de 1 trilhão de dólares em operações de financiamento sustentável desde 2020.
A Universities Superannuation Scheme (USS), fundo de pensão que administra cerca de 78 bilhões de libras em ativos, intensificou ações de lobby junto a órgãos reguladores para acelerar reformas que simplifiquem a conexão de projetos de energia renovável à rede elétrica.

### Internacional
Em agosto de 2025, a Smart Pension anunciou alocação de 330 milhões de libras em fundos de geração de energia renovável da empresa australiana Octopus Energy Generation, apoiando projetos solares e de armazenamento.
O projeto da Xlinks Reino Unido – Marrocos em 2024 mobilizou mais de 50 milhões de libras de investidores privados — incluindo Octopus Energy (Reino Unido), TotalEnergies e TAQA — para construir um cabo submarino de alta tensão que transportará energia solar do Saara até o sul da Inglaterra.

## Cooperação internacional e financiamento externo

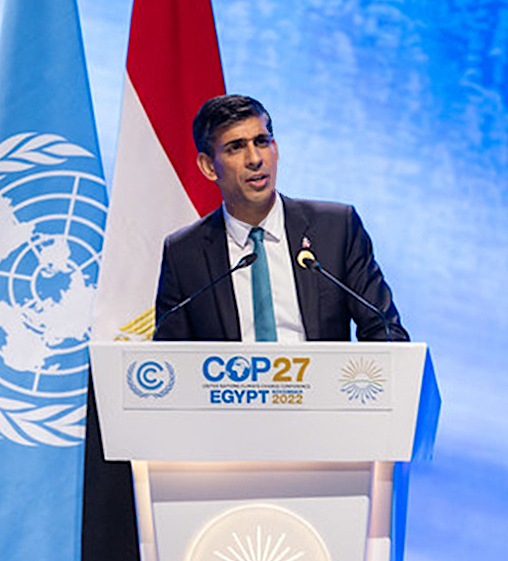
O ex-primeiro-ministro Rishi Sunak na Cúpula da COP27.

O Foreign, Commonwealth & Development Office (FCDO), em conjunto com o HM Treasury, coordena o programa de Financiamento Climático Internacional (ICF), que alocou até 2026 um total de 11,6 bilhões de libras para apoiar países em desenvolvimento em iniciativas de mitigação e adaptação. A entrega desses recursos é feita por meio de parcerias com instituições multilaterais e bancos de desenvolvimento e inclui linhas de crédito com garantias do UK Export Finance (UKEF) para projetos de baixo carbono conduzidos por empresas britânicas no exterior, incentivando a exportação de tecnologias limpas.
Na COP27, o governo britânico anunciou a ampliação do financiamento para adaptação climática de 500 milhões de libras (valor de 2019) para 1,5 bilhão até 2025, triplicando a verba destinada a fortalecer a resiliência de países em desenvolvimento.
Durante o Fórum de Financiamento Climático Reino Unido‑Estados Unidos de julho de 2023, líderes financeiros, empresas e filantropos comprometeram mais de 2 bilhões de dólares adicionais para iniciativas de baixo carbono e adaptação em África, Ásia e América Latina, reforçando a cooperação internacional na transição para uma economia global mais sustentável. Semelhantemente, a British International Investment (BII), instituição de fomento britânica, firmou em junho de 2025 um memorando de entendimento com a Public Investment Corporation (PIC) da África do Sul. O acordo prevê a criação de um mecanismo conjunto para mobilizar capital privado em projetos de infraestrutura — com foco em energia renovável e ampliação de crédito privado — em vários países africanos. Além disso, o Reino Unido participa de parcerias em JETPs (Just Energy Transition Partnerships). Em 2023, anunciou ao lado de França, Alemanha e EUA uma plataforma de 8,5 bilhões de dólares para apoiar a transição energética justa na África do Sul, que combina financiamento público e garantias para atrair investimentos privados em energias limpas e redução de emissões de carbono.
Em julho de 2025, o Reino Unido selou um acordo de investimento de 7,5 bilhões de libras com a japonesa Sumitomo Corporation, destinado ao desenvolvimento de infraestrutura de energia limpa — incluindo parques eólicos, tecnologias de hidrogênio e modernização de redes — ao longo da próxima década.
O governo britânico se caracteriza como o segundo maior contribuinte cumulativo do Fundo Verde para o Clima. Além disso, é o maior acionista do Banco Africano de Desenvolvimento, reforçando cotas para projetos de adaptação e conservação de ecossistemas, promovendo ações de segurança hídrica e agropecuária resiliente ao clima em diversas regiões do Sul Global.

## Principais setores beneficiados

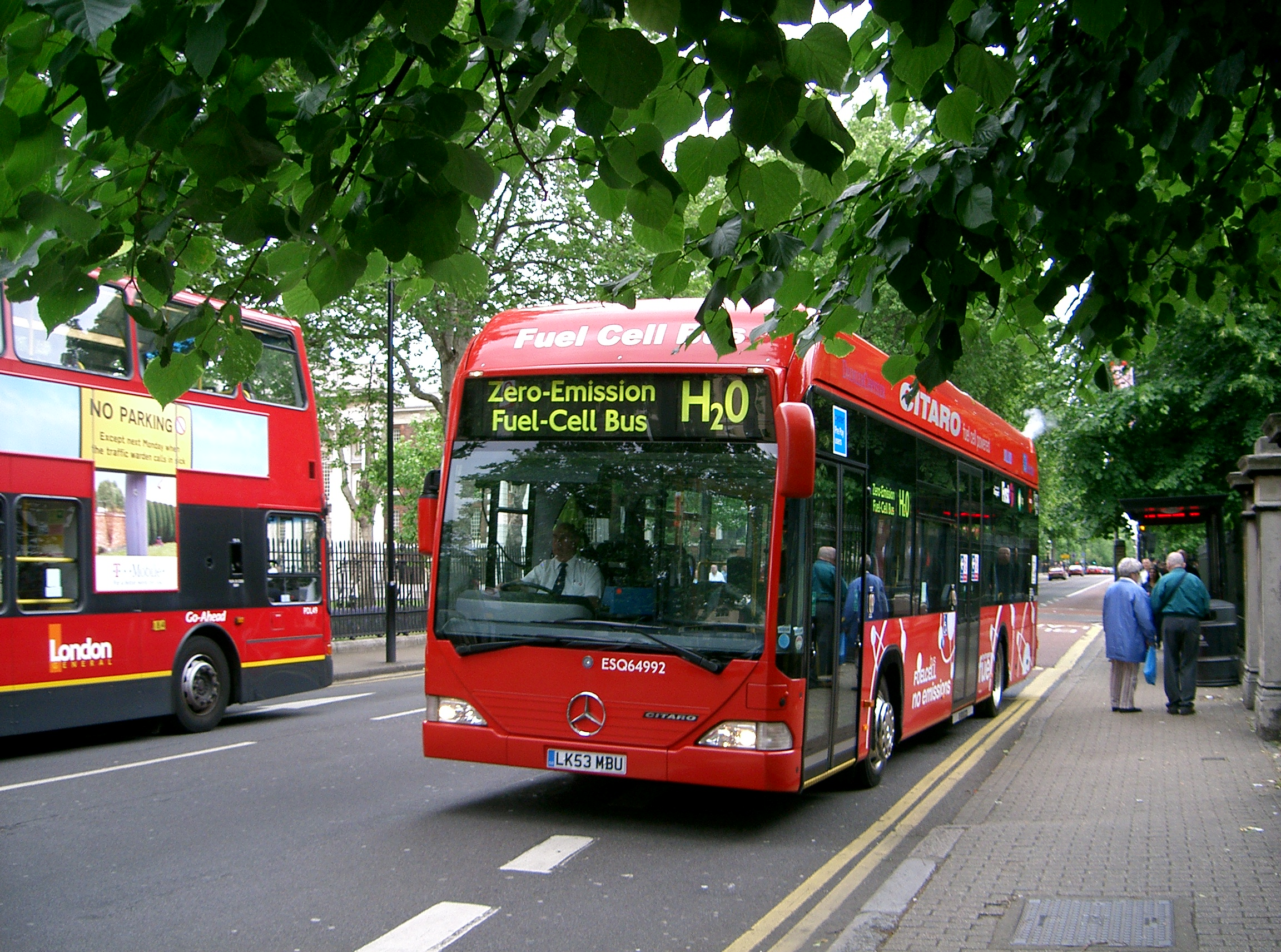
Ônibus de célula de combustível em Londres.

Em 2024, era esperado que as fontes renováveis respondessem por cerca de 37% da eletricidade gerada no Reino Unido, ultrapassando pela primeira vez a parcela de combustíveis fósseis (c. 35%) graças ao crescimento de parques eólicos e solares já em operação.
No exterior, o UK Export Finance (UKEF) apoiou a construção de usinas solares de grande escala, como o parque Karapınar (1,35 GW) na Turquia, financiado em parte por um crédito de 217 milhões de libras que mobilizou tecnologia britânica de inversores avançados e reforçou cadeias de valor nacionais na Turquia e no Reino Unido.
Internamente, operadores como o Go-Ahead investiram 500 milhões de libras na aquisição de até 1.200 ônibus elétricos da Wrightbus, reforçando a meta de ter uma frota totalmente zero-emissões em Londres e regiões vizinhas até 2030. Espera-se que esses veículos sustentáveis criem cerca de 2.500 empregos na cadeia de suprimentos do Reino Unido até 2026 e uma nova linha na Irlanda do Norte.
Na esfera doméstica, a prática de paludicultura — reativação de turfeiras para cultivo de plantas aquáticas — tem recebido apoio de projetos piloto no noroeste da Inglaterra. Um consórcio liderado pela Lancashire Wildlife Trust, com financiamento de 10 milhões de euros, testa técnicas de cultivo de repolho, airela, mirtilos e esfagno que reduzem em até 86% as emissões de CO₂ do solo, enquanto geram renda para agricultores locais.
Externamente, o Reino Unido destina recursos a programas de agricultura resiliente na África Ocidental. Em 2023, foi firmado um contrato de 55 milhões de libras para fortalecer práticas agrícolas na Nigéria, incluindo desenvolvimento de variedades resistentes à seca e inundações, beneficiando mais de 4 milhões de pessoas e melhorando a segurança alimentar na região.

## Impactos e resultados

Gráfico de emissões de CO_{2} do RU, demonstrando queda significativa.

Uma pesquisa do Banco da Inglaterra indica ainda que, entre 2021 e 2023, gastos corporativos relacionados ao clima corresponderam a cerca de 2,5% do total de investimentos de capital, com projeção de atingirem 5,5% nos três anos seguintes, refletindo o crescente engajamento do setor empresarial em eficiência energética e energias renováveis.
Entre 1990 e 2023, as emissões de gases de efeito estufa (GEE) do Reino Unido caíram em mais de 50%, cumprindo as metas definidas nos orçamentos de carbono e consolidando uma trajetória de redução consistente ao longo das últimas três décadas. Em 2024, essas emissões registraram nova queda de 4% em relação ao ano anterior, impulsionadas pela expansão das energias renováveis e pela menor queima de carvão nas termelétricas.
No Quênia, a concretização do Lake Turkana Wind Power (LTWP) — o maior parque eólico da África operacional desde outubro de 2018 — demonstra os resultados de garantias de crédito e cofinanciamentos multilaterais que incluíram apoio britânico.

## Críticas e controvérsias
Em fevereiro de 2024, o Comitê de Assistência Oficial ao Desenvolvimento (ODA) do governo britânico foi acusado de "mover as traves" ao reclassificar 1,7 bilhão de libras de verbas já existentes como financiamento climático, numa tentativa de cumprir a meta de 11,6 bilhões anunciada na COP26, sem, de fato, destinar recursos adicionais aos países mais vulneráveis. Segundo o The Guardian, o relatório oficial concluiu que, mesmo com essas alterações contábeis, era improvável que o Reino Unido atingisse o valor prometido, pois os verdadeiros fluxos de financiamento não aumentaram na prática. Pouco depois, em abril de 2024, uma investigação da Carbon Brief revelou que 500 milhões de libras em ajuda humanitária para Afeganistão, Iêmen e Somália foram dobramente contabilizados como financiamento climático, num claro artifício contábil para inflar os números oficiais. Em novembro de 2022, o The Guardian noticiou que o Reino Unido não desembolsou 300 milhões de dólares prometidos antes da COP27, um atraso que, segundo especialistas ouvidos pelo jornal, enviou um "forte sinal negativo" e minou a confiança de governos parceiros.
Grandes ONGs de desenvolvimento criticaram duramente os cortes orçamentários na ajuda externa realizados em março de 2025. Grupos como Action Against Hunger e International Planned Parenthood Federation qualificaram a medida de "traição" às populações mais pobres, alertando que a redução de verbas essenciais para saúde, educação e adaptação climática "custará vidas" nos países mais necessitados.
Ainda no âmbito internacional, o papel do UK Export Finance (UKEF) tem sido alvo de intensas críticas por subvencionar, majoritariamente, projetos de combustíveis fósseis em vez de energias renováveis. Um estudo encomendado pela CAFOD mostrou que, entre 2010 e 2014, 99,4% do apoio do UKEF foi direcionado a empreendimentos petrolíferos, de carvão e gás, enquanto apenas 0,6% foi para tecnologias limpas, o que levou a agência a considerar a política "um enorme paradoxo" frente aos compromissos climáticos do país. Em 2020, a Global Witness denunciou perante a OCDE o que definiu como "hipocrisia" do Reino Unido por continuar a financiar bilhões em garantias e empréstimos a projetos fósseis, violando, segundo o grupo, as próprias diretrizes internacionais de combate às mudanças climáticas.

## Perspectivas futuras
Espera-se que o Reino Unido anuncie um aumento significativo nos recursos destinados tanto à mitigação quanto à adaptação, alinhando-se à meta de triplicar a capacidade de energias renováveis até 2030 conforme o compromisso da ONU na COP28.:8
Em junho de 2025, o secretário de Energia, Ed Miliband, delineou planos para transformar Londres na "capital mundial das finanças sustentáveis", apoiando bancos e grandes empresas na elaboração de planos de transição climática que, segundo o governo, devem "destravar bilhões em investimentos limpos". Além disso, o Comitê de Mudanças Climáticas (CCC) em seu relatório de junho de 2025 afirmou que o Reino Unido está no caminho certo para cumprir os orçamentos de carbono intermediários até 2030, sugerindo que uma elevação no financiamento climático internacional reforçaria a credibilidade global do país como líder em emissões zero.
No plano doméstico, a segunda fase da Net Zero Strategy: Build Back Greener compromete-se a mobilizar 26 bilhões de libras de capital público para a chamada "Revolução Industrial Verde", apoiando até 190.000 empregos em 2025 e chegando a 440.000 em 2030, além de atrair até 90 bilhões em investimentos privados em infraestrutura e tecnologias limpas.